# سماح القسوس
سماح القسوس مخرجة وكاتبة أردنية من مواليد 1960.

## حياتها وانجازاتها
ولدت سماح القسوس في مدينة المفرق الأردنية وهي عضو (رابطة) نقابة الفنانين، وعضو فرقة المسرح الحديث، ورئيسة قسم المسرح في وزارة الثقافة، إدارة مهرجان الشباب (2001-2002)

## تعليمها
نالت سماح القسوس شهادة البكالوريوس في الإخراج المسرحي من معهد مينسك/الاتحاد السوفياتي العام 1986.

## أهم أعمالها
من أبرز انتاجاتها «الأمير الصغير» و«حكاية نورس» ونصوص مسرحية «الهدية»  والتي تعتبر من أبرز أعمالها وهو كتاب يضم سبع مسرحيات قصيرة تعليمية موجهة للأطفال تحثهم على الاعتناء بالبيئة